# Sunday Mirror
Sunday Mirror — британская газета-таблоид, воскресный выпуск Daily Mirror. Основана в 1915 как Sunday Pictorial, в 1963 году переименована в Sunday Mirror. В 2016 году тираж газеты составлял 620 861 экземпляр, а в следующем году заметно снизился до 505 508 экземпляров.

## История
14 марта 1915 года газета вышла в свет под названием Sunday Pictorial. Владелец газеты — Лорд Ротермир представил британской публике новую газету, как пример баланса между освещением важных событий дня и чистым развлечением. Несмотря на то, что за свою почти 100-летнюю историю газета прошла через множество доработок, ее основные ценности сохраняются и сегодня. Начиная с 1915 года, газета постоянно публиковала лучшие и наиболее показательные фотографии известных людей, а также освещала крупные национальные и международные события.
Первым редактором газеты был Ф. Р. Сандерсон. С первого же дня газета имела огромный успех, и в течение шести месяцев после выпуска Sunday Pictorial разошлась тиражом более миллиона экземпляров. Одной из причин такого успеха стала серия статей, написанных Уинстоном Черчиллем. В 1915 году Черчилль, разочаровавшись в правительстве, подал в отставку. Статьи, которые он тогда писал для Sunday Pictorial, вызывали такой интерес, что продажи поднимались на 400 000 экземпляров каждый раз, когда в ней появлялись его статьи. Еще одной причиной успеха газеты было ее политическое влияние. Газета всегда отстаивала свое мнение и поражала этим миллионы читателей.
В 1963 году название газеты было изменено на Sunday Mirror. Одной из самых ранних событий, освещенных в газете, являлось Дело Профьюмо, которое стало катастрофой для правительства того времени. 
В 1974 году, после смены редакторов, Роберт Эдвардс занял пост председателя, и в течение года тираж вырос до 5,3 миллиона. Эдвардс оставался на этом посту рекордные 13 лет, а в 1985 году стал заместителем председателя Mirror Group.
В 1992 году газета подверглась критике со стороны адвокатов Мела Гибсона за репортаж о том, что говорилось на конфиденциальных собраниях анонимных алкоголиков. В 2001 году Тина Уивер была назначена редактором газеты и оставалась им в течение 11 лет до своего увольнения. С момента своего запуска газета имела в общей сложности 25 редакторов, включая нынешнего главного редактора Ллойда Эмблея. 
В 2012 году газета сообщила миру, что один из двух убийц, Иэн Брэди, пытался умереть, но был реанимирован и возвращен к жизни против своей воли.
Газета провела кампанию, чтобы побудить Twitter принять меры для предотвращения переписки педофилов между собой и обмена непристойными фотографиями. В результате Twitter согласился внести изменения в свою политику.
Бывший редактор, Грэм Джонсон, признал себя виновным в перехвате сообщений голосовой почты в 2001 году. Джонсон — первый журналист газеты Mirror Group, признавшийся в телефонном взломе. Он добровольно обратился в полицию в 2013 году.